# Thouinia clarensis
Thouinia clarensis är en kinesträdsväxtart som beskrevs av Lippold. Thouinia clarensis ingår i släktet Thouinia och familjen kinesträdsväxter. Inga underarter finns listade i Catalogue of Life.